# Аудеха (Смаллингерланд)
Аудеха (нидерл. Oudega, з.-фриз. Aldegea) — село в общине Смаллингерланд, провинции Фрисландия, Нидерланды.

## География
Деревня находится в 12 километрах от Драхтена. Население — около 1700 человек.

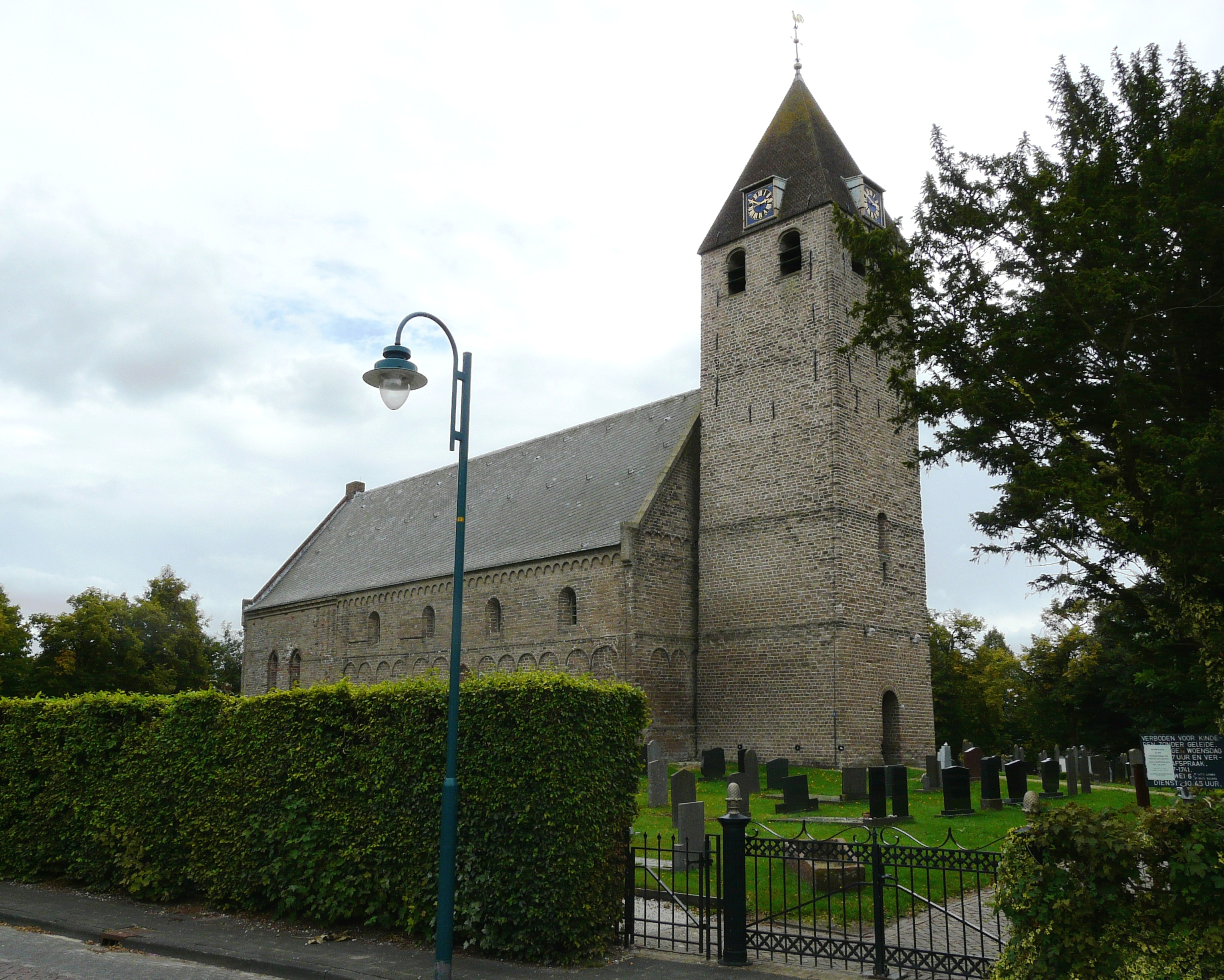
Церковь Святой Агаты
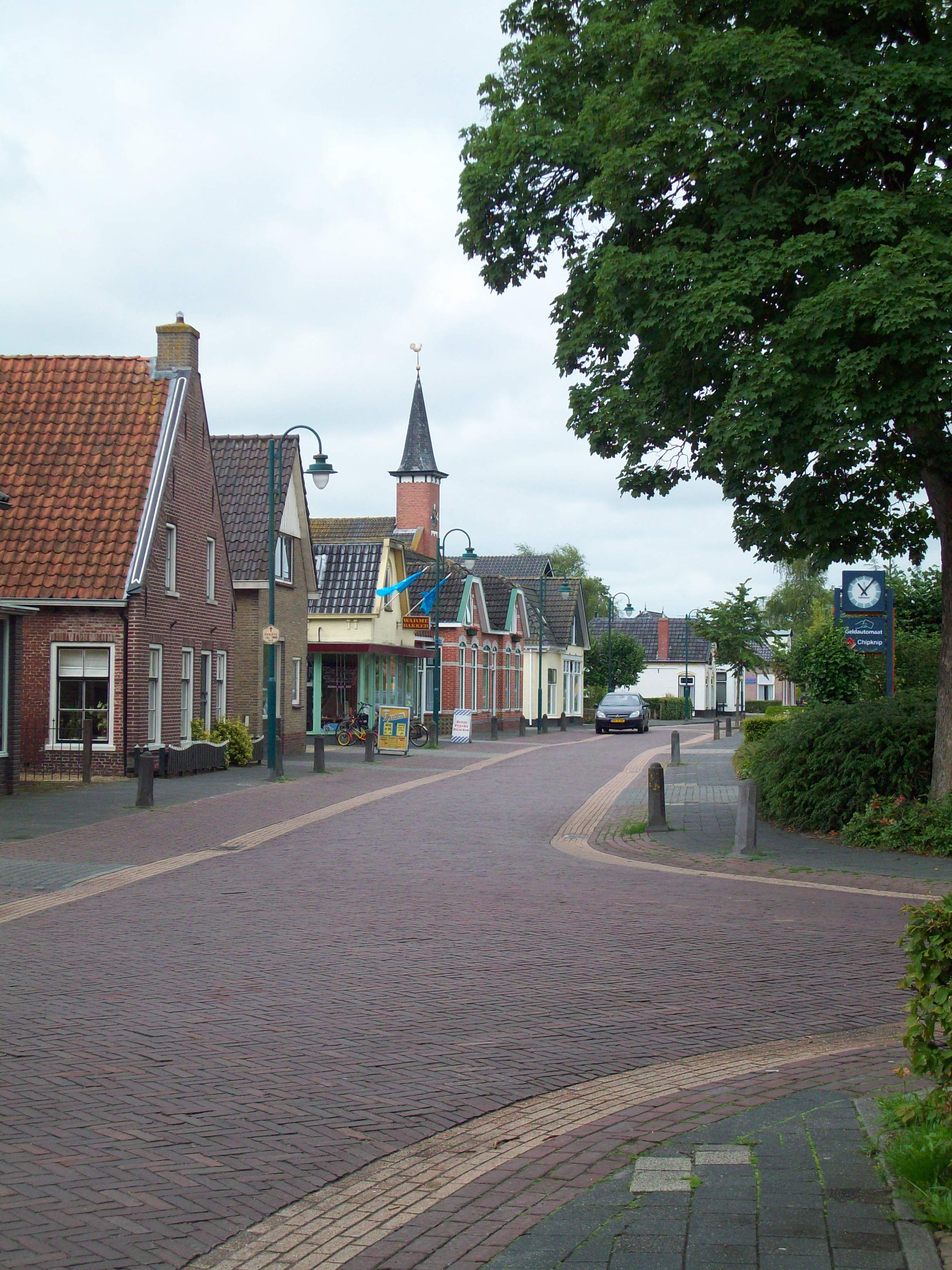
Oudega — Buorren (2008)